# Lieke van Lexmond
Lieke van Lexmond (IJsselstein, 6 febbraio 1982) è un'attrice, modella, conduttrice televisiva e cantante olandese.

## Biografia
Cresciuta a Benschop, Lieke van Lexmond si è avvicinata al mondo dello spettacolo sin da piccola, recitando in spot pubblicitari, per poi affermarsi a livello nazionale grazie alle soap Goudkust e Goede tijden, slechte tijden. Tra il 2016 e il 2017 ha recitato in Centraal Medisch Centrum e ha avuto ruoli di rilievo nei film Toscaanse Bruiloft, Rokjesdag e Casanova's.
Nel 2006 van Lexmond ha partecipato come concorrente alla versione olandese di Dancing with the Stars, che ha poi condotto nel 2009. Successivamente si è affermata nel mondo della televisione presentando i talent show The Ultimate Dance Battle nel 2011, Idols (adattamento olandese di Pop Idol) nel 2016 e 2017 e la versione olandese di The Voice Senior dal 2019.

## Vita privata
Lieke van Lexmond ha sposato Bas van Veggel a giugno 2016 e ha due figli.

## Filmografia

### Cinema
- Volle maan, regia di Johan Nijenhuis (2002)
- Penny's Shadow, regia di Steven de Jong (2011)
- Achtste-groepers huilen niet, regia di Dennis Bots (2012)
- Toscaanse Bruiloft, regia di Johan Nijenhuis (2014)
- Michiel de Ruyter, regia di Roel Reiné (2015)
- Rokjesdag, regia di Johan Nijenhuis (2016)
- De brief voor Sinterklaas, regia di Lucio Messercola (2019)
- Casanova's, regia di Jamel Aattache (2020)

### Televisione
- Kees & Co - serie TV, 1 episodio (1998)
- Goudkust – serial TV, 220 episodi (1998-2000)
- Dok 12 – serie TV, 1 episodio (2001)
- Costa! – serie TV, 1 episodio (2001)
- Intensive Care – serie TV, 1 episodio (2002)
- Goede tijden, slechte tijden – serial TV, 1111 episodi (2002-2012)
- Spangen – serie TV, 1 episodio (2003)
- Centraal Medisch Centrum – serie TV, 18 episodi (2016-2017)

### Doppiaggio
- Arlene in Garfield - Il film (versione olandese)
- Susan Murphy / Ginormica in Mostri contro alieni (versione olandese)
- Holley Shiftwell in Cars 2 (versione olandese)

## Discografia

### Singoli
- 2008 -  Alles Altijd